# Playfish
Playfish was een computerspellenontwikkelaar voor de sociale netwerksite Facebook. Playfish werd opgericht in 2007 door Kristian Segerstrale, Sebastien de Halleux, Sami Lababidi en Shukri Shammas. Met het spel "Who Has The Biggest Brain?" had het bedrijf zijn eerste treffer. Het spel was een van de eerste Facebook-applicaties. Playfish had ontwikkelingskantoren in Londen, San Francisco, Peking en Tromsø in Noorwegen. Hun grootste concurrent is Zynga. Playfish werd overgenomen door Electronic Arts.

## Spellen
| Titel                      | Jaar van opstarten | Beëindigd?  |
| -------------------------- | ------------------ | ----------- |
| Who Has The Biggest Brain? | 2007               | Ja, in 2011 |
| Word Challenge             | 2008               | Ja, in 2011 |
| Bowling Buddies            | 2008               | Ja, in 2011 |
| Pet Society                | 2008               | Ja, in 2013 |
| Geo Challenge              | 2008               | Ja, in 2011 |
| Minigolf Party             | 2009               | Ja, in 2010 |
| Restaurant City            | 2009               | Ja, in 2012 |
| Crazy Planets              | 2009               | Ja, in 2011 |
| Country Story              | 2009               | Ja, in 2011 |
| Quiztastic!                | 2009               | Ja, in 2010 |
| Poker Rivals               | 2009               | Ja, in 2011 |
| Gangster City              | 2010               | Ja, in 2011 |
| Hotel City                 | 2010               | Ja, in 2011 |
| My Empire                  | 2010               | Ja, in 2011 |
| EA Sports FIFA Superstars  | 2010               | Nee         |
| Pirates Ahoy!              | 2010               | Ja, in 2011 |
| Madden NFL Superstars      | 2010               | Nee         |
| Monopoly Millionaires      | 2011               | Ja, in 2012 |
| World Series Superstars    | 2011               | Ja, in 2012 |
| The Sims Social            | 2011               | Ja, in 2013 |
| RISK: Factions             | 2012               | Nee         |
| Outernauts                 | 2012               | Ja, in 2016 |
| SimCity Social             | 2012               | Ja, in 2013 |